# Gregorio da Rimini
Il beato Gregorio da Rimini, detto anche de Arimino o Ariminensis e soprannominato splendens lucerna, dottore acutus, dottore authenticus (Rimini, 1300 – Vienna, 1358), è stato un filosofo e teologo italiano, appartenente all'Ordine di Sant'Agostino.
Forse l'ultimo grande scolastico del Medioevo, fu il primo a conciliare gli sviluppi delle idee di Ockham ad Oxford con gli insegnamenti di Pietro Aureolo a Parigi: questa sua sintesi ebbe un impatto duraturo sul pensiero europeo.

## Biografia

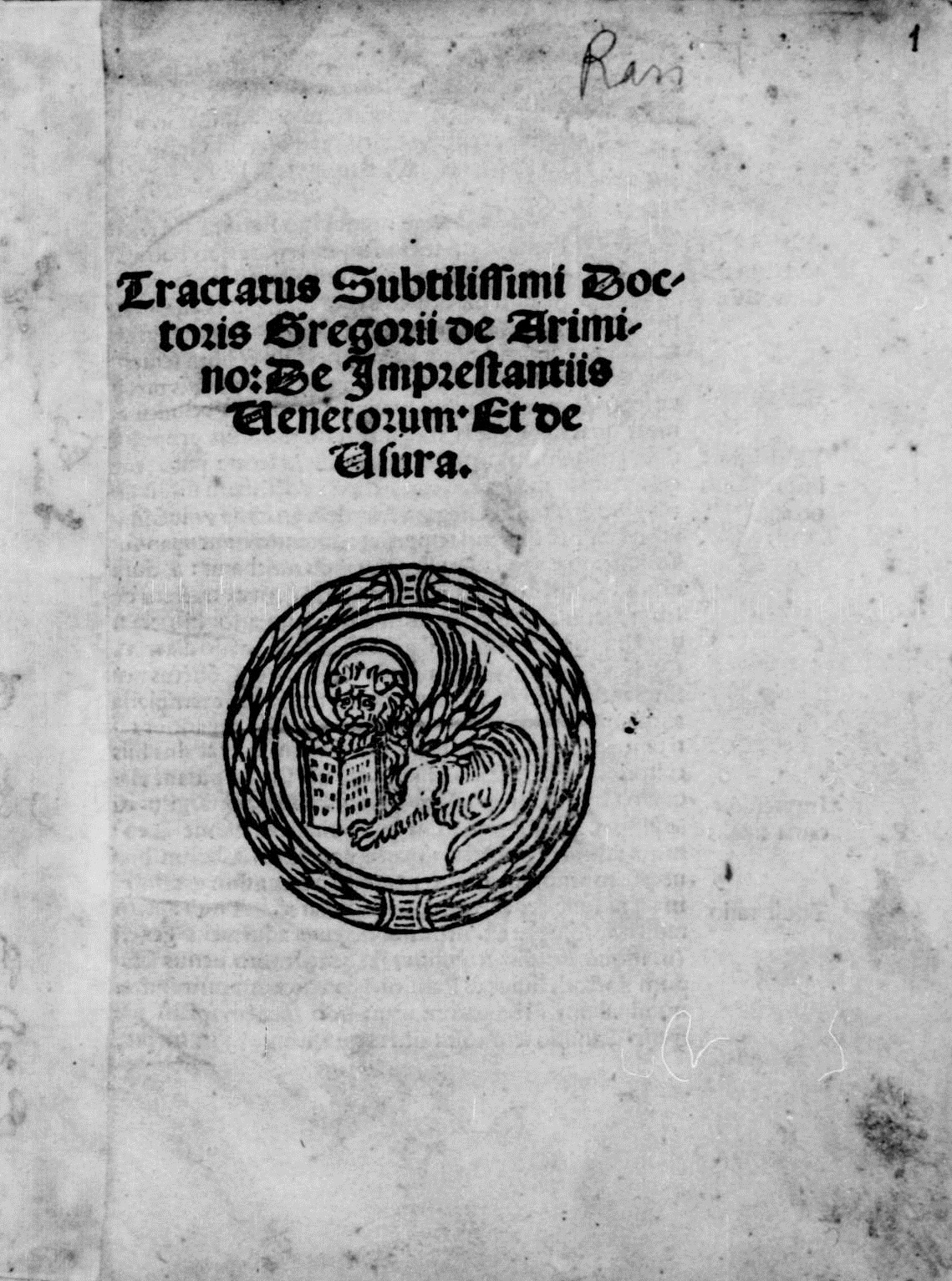
De imprestanciis venetorum (De usura), 1508

Nacque a Rimini intorno al 1300, ricevette la sua prima formazione presso l'Ordine mendicante degli Eremitani di sant'Agostino, nel quale era entrato. Studiò a Parigi (dal 1322/23 al 1328/29), fino al conseguimento del baccellierato.
Fu attivo come lettore a Bologna tra il 1329 e il 1338, Padova e Perugia.
Tornò nel 1340-1342 a Parigi, dove preparò le lezioni sulle Sentenze di Pietro Lombardo, che tenne nel 1343-1344. Influenzato da lui fu Peter Ceffons che scrisse un commento sulle Sentenze.
Nel 1345 conseguì il grado di Magister teologiae.
Nel 1346 era a Rimini per recarsi l'anno successivo a Padova. Nel 1351 il Capitolo generale di Basilea lo nominò lector principalis nel recentemente costituito Studio agostiniano di Rimini e lo incaricò, a ulteriore prova della sua autorevolezza, di procedere alla nomina del nuovo priore del convento.
Nel 1357 divenne priore generale degli agostiniani come successore di Tommaso di Strasburgo.
Morì a Vienna verso la fine del 1358.
Oltre alla sua opera principale, il Commento alle Sentenze di Pietro Lombardo, del quale sono pervenuti solo i primi due libri, scrisse diversi trattati, tra cui De usura, uno sulle quattro virtù cardinali, De quatuor virtutibus cardinalibus
e un estratto del commento alle sentenze, il De intentione et remissione formarum, che probabilmente costituisce una versione ampliata della IV distinctio del I libro del Commento alle Sentenze. Dubbia è l’attribuzione a Gregorio di una Tabula super epistolis B. Augustin.

## Pensiero
Nelle sue opere filosofiche e teologiche Gregorio manifesta una certa attitudine sincretistica tra gli sviluppi del pensiero di Guglielmo di Ockham ad Oxford e gli insegnamenti di Pietro Aureolo a Parigi. Mostra analoga tendenza anche nella ricostruzione e nell'analisi del processo del conoscere umano, nelle quali si fondono in maniera originale elementi eterogenei desunti da Aristotele, Agostino e Ockham.
Causa un grave fraintendimento del suo pensiero, Gregorio è stato qualificato come tortor infantium (torturatore dei bambini), per la supposizione di aver condannato alle pene eterne i bambini che muoiono senza il battesimo; in realtà Gregorio espone tale dottrina senza pronunciarsi. Talvolta è indicato quale antesignano dei nominalisti.

## Opere
- Gregorii Ariminensis OESA, Lectura super Primum et Secundum Sententiarum, A. Trapp et al. (a cura di), Berlino - New York, Walter de Gruyter, 7 volumi, 1981-1987
- De quatuor virtutibus cardinalibus
- De intentione et remissione formarum
- De usura
  - (LA) De imprestanciis venetorum... et de usura, Reggio nell'Emilia, Lodovico Mazzali, 1508.